# The Journeyman Project
The Journeyman Project is een computerspel ontwikkeld door Presto Studios. Het spel kwam uit in 1992.

## Verhaal
Het is het jaar 2318. De mensheid staat op het punt een historisch vredesverdrag te tekenen met een buitenaardse beschaving genaam de Symbiotry. Deze hielden de aarde al lange tijd in de gaten, maar vonden de mensheid lange tijd te oorlogszuchtig.
Dan vindt er opeens een reeks vreemde gebeurtenissen plaats. Het lijkt erop dat iemand de experimentele tijdmachine genaamd Pegasus heeft gestolen, en hiermee het verleden verandert.
De speler neemt de rol aan van Gage Blackwood, alias agent 5. Hij moet het mysterie achter de gebeurtenissen oplossen en de persoon die verantwoordelijk is voor de chaos tegenhouden. De reis brengt de speler naar verschillende tijdperken, van miljoenen jaren in het verleden tot ver in de toekomst.

## Gameplay
Het spel maakt gebruik van een first-personperspectief. De speler ziet wat agent 5 ziet. Het scherm toont een rechthoekig vizier waar de speler doorheen kijkt. De speler kan naar links, rechts, voren of achteren lopen.
De gameplay is grotendeels dat van een mysteryspel, waarin de speler verschillende puzzels moet oplossen om het spel uit te spelen. Veel van wat er in het spel gebeurt is direct een gevolg van de wat de speler doet.
De speler kan in het spel verschillende voorwerpen verzamelen die noodzakelijk, of op z’n minst handig zijn voor het oplossen van de puzzels en situaties. De belangrijkste voorwerpen zijn de bio-chips. Hiervan zijn er zeven.

## Ontwikkeling
The Journeyman Project werd over een periode van twee jaar ontwikkeld. Aanvankelijk had het spel door de voor die tijd geavanceerde graphics te maken met langzame animatie. Deze problemen werden grotendeels verholpen in versie 2.0, genaamd The Journeyman Project Turbo!.
In 1997 verscheen een remake van het spel getiteld The Journeyman Project: Pegasus Prime.